# Aardbeving West-Java 2022
De aardbeving bij West-Java op 21 november 2022 gebeurde om 13:21 uur plaatselijke tijd (6:21 UTC). Het epicentrum lag bij Ciranjang. De beving had een kracht van 5,6 op de momentmagnitudeschaal.

## Slachtoffers en schade
Ondanks dat de aardbeving niet erg zwaar was, was als gevolg van de geringe diepte van de beving de impact toch erg groot. Het regentschap Cianjur werd zwaar getroffen, met name het district Cugenang. De beving was ook duidelijk voelbaar in Rancaekek, Zuid-Tangerang, Depok en de hoofdstad Jakarta.
Het dodental liep tijdens de eerste dagen na de beving snel op. De autoriteiten spraken elkaar tegen over de aantallen. Onder de slachtoffers waren veel schoolgaande kinderen, die in ingestorte schoolgebouwen zaten. Negen dagen na de beving stond het officiële dodental op 328. Tienduizenden woningen raakten beschadigd.
Het is de dodelijkste aardbeving in Indonesië sinds de aardbeving op Sulawesi in september 2018.